# Ponto Ômega

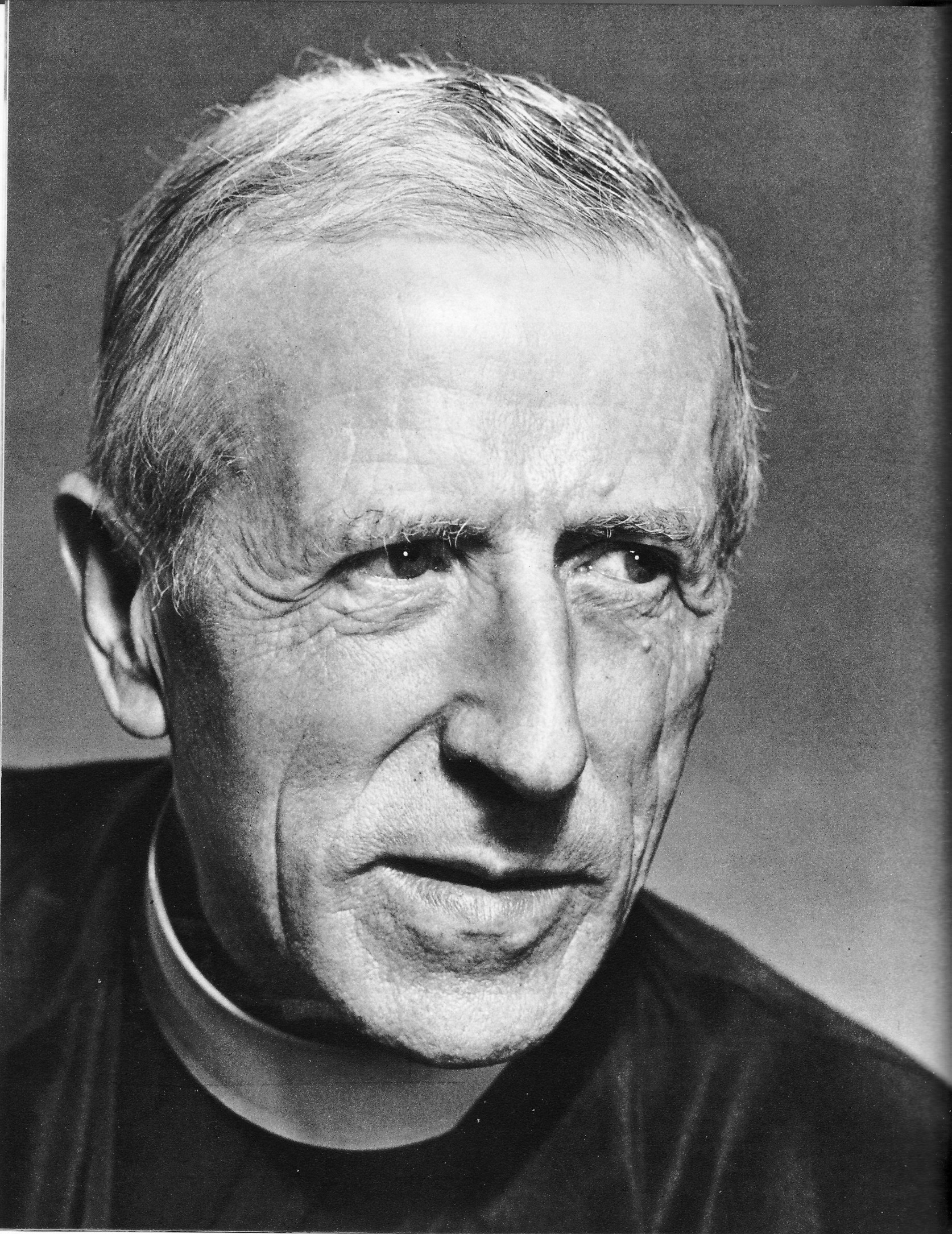
Pierre Teilhard de Chardin em foto de 1955.

Ponto Ômega é o termo criado por Pierre Teilhard de Chardin para descrever o último e máximo nível da consciência humana.
De acordo com Chardin e o cientista Vladimir Vernadsky, o planeta Terra está em um processo de transformação contínua, indo da biosfera para a noosfera.